# Dsmitryj Schychau
Dsmitryj Schychau (belarussisch Дзмітрый Шыхаў; geboren 10. Oktober 1973) ist ein ehemaliger belarussischer Biathlet.
Er kam 1996 zu mehreren Einsätzen im Biathlon-Weltcup. Bei seinem ersten Rennen, einem Einzel in Osrblie, wurde er 87. Das folgende Sprintrennen beendete er ebenso wie sein letztes Rennen, erneut ein Sprint in Hochfilzen, als 42. und damit mit seinem besten Resultat in der höchsten Rennserie des internationalen Biathlonsports. Seinen größten Erfolg erreichte er bei den Biathlon-Europameisterschaften 1998 in Minsk, als er an der Seite von Igor Pesterew, Alexander Iwanowski und Iwan Pesterew als Schlussläufer mit der Staffel von Belarus die Bronzemedaille hinter den Vertretungen Deutschlands und Norwegens gewann.

## Platzierungen im Biathlon-Weltcup
Die Tabelle zeigt alle Platzierungen (je nach Austragungsjahr einschließlich Olympische Spiele und Weltmeisterschaften).
- 1.–3. Platz: Anzahl der Podiumsplatzierungen
- Top 10: Anzahl der Platzierungen unter den ersten zehn (einschließlich Podium)
- Punkteränge: Anzahl der Platzierungen innerhalb der Punkteränge (einschließlich Podium und Top 10)
- Starts: Anzahl gelaufener Rennen in der jeweiligen Disziplin

| Platzierung         | Einzel | Sprint | Verfolgung | Massenstart | Team | Staffel | Gesamt |
| ------------------- | ------ | ------ | ---------- | ----------- | ---- | ------- | ------ |
| 1. Platz            |        |        |            |             |      |         |        |
| 2. Platz            |        |        |            |             |      |         |        |
| 3. Platz            |        |        |            |             |      |         |        |
| Top 10              |        |        |            |             |      |         |        |
| Punkteränge         |        |        |            |             |      |         |        |
| Starts              | 3      | 3      |            |             |      |         | 6      |
| Stand: Karriereende |        |        |            |             |      |         |        |